# Breakthrough (chanson de Richard Wright)
Pour les articles homonymes, voir Breakthrough.
Pistes de 
 Broken China
Along The Shoreline
Breakthrough est une chanson de Richard Wright présente sur l'album Broken China et en est la dernière pièce. Elle a été composée par Richard Wright et Anthony Moore. C'est aussi une des deux chansons de l'album chantée par Sinead O'Connor, l'autre étant Reaching for the Rail. 
La chanson est très calme, comme presque tout le reste de l'album. David Gilmour était présent pour le solo de guitare sur la première version, mais Richard a préféré celle de Dominic Miller, qui convenait mieux selon lui
Breaktrough est la seule chanson de l'album à avoir été jouée en concert. Cela s'est passé pendant les concerts semi-acoustiques de Gilmour en 2002, durant lequel celui-ci invita Richard pour jouer cette chanson. Pour cette version live, Richard chante les parties de Sinead, en chœur avec Gilmour sur certaines paroles, et des choristes chantent la moitié du refrain. Dick Parry y joue un solo de saxophone, et bien entendu David s'occupe du solo de guitare.